# De cartier
De cartier este al cincelea album al trupei B.U.G. Mafia, lansat la data de 20 septembrie 1998, la casa de discuri Cat Music / Media Services. 
Invitați să colaboreze la acest album, și-au adus contribuția la realizarea acestuia: Cătălina, Tenny-e (Cheloo), Don Baxter, Puya, Gunja, July și Andreea. Piesa de promovare, “Poveste fără sfârșit”, urcă rapid în top, iar lumea cumpără albumul in numar foarte mare. Trupa câștigă fani din toate păturile sociale. Toată lumea vorbește despre ei și controversa crește la maxim. La “Galele Ballantine’s” câștigă premiul pentru “cea mai bună piesa rap”, dar pierd premiul pentru “cea mai bună piesă a anului” în fața celor de la Holograf, fapt ce face ca toata lumea să se ridice, să bată din picioare și să scandeze “MA-FI-A!”. Presa îi prezintă cu titlul “Fenomenul B.U.G. Mafia”. Mihai Tatulici îi invită la emisiunea “Audiența Națională”. Albumul este susținut în continuare de alte piese, bune de top, însă prea puțin difuzate deoarece aveau versuri care trebuiau cenzurate sau abordau subiecte care pe prea mulți îi speriau. Printre ele se numără: ”Limbaj de cartier”, “Hai să fim HIGH”, “De cartier”, “La vorbitor” și altele.
Membrii trupei în acea vreme erau: Caddy (Caddillac), Mr. Juice (Tataee) și Uzzi.

## Ordinea pieselor[3]
| Nr.             | Titlu                                               | Autor(i)                                | Text                              | Lungime |  |
| 1.              | „Intro”                                             |                                         |                                   | 2:10    |  |
| 2.              | „Ghici cine s-a-ntors”                              | Caddy, Mr. Juice și Uzzi                | Caddy,Mr. Juice și Uzzi           | 3:50    |  |
| 3.              | „Pentru '98” (Feat. July și Andreea)                | Caddy, Uzzi, Mr. Juice, July și Andreea | Caddy, Uzzi și Mr. Juice          | 4:33    |  |
| 4.              | „Când te lovești de realitate”                      | Uzzi, Caddy și Mr. Juice                | Uzzi și Caddy                     | 4:48    |  |
| 5.              | „Viața'i doar un drum spre moarte” (Feat. Cătălina) | Caddy și Cătălina                       | Caddy                             | 5:19    |  |
| 6.              | „Raid mafiot 2”                                     | Mr. Juice și Uzzi                       | Mr. Juice, Uzzi și Caddy          | 3:08    |  |
| 7.              | „N'ai fost acolo”                                   | Mr. Juice, Caddy și Uzzi                | Mr. Juice, Uzzi și Caddy          | 4:23    |  |
| 8.              | „Hai să fim HIGH” (Feat. Puya și Cătălina)          | Uzzi, Caddy, Puya și Cătălina           | Uzzi, Caddy și Puya               | 4:18    |  |
| 9.              | „Poveste fără sfârșit” (Feat. Cătălina)             | Uzzi, Mr. Juice, Caddy și Cătălina      | Uzzi, Mr. Juice și Caddy          | 5:25    |  |
| 10.             | „Sânge latin”                                       | Caddy, Uzzi și Mr. Juice                | Uzzi, Caddy și Mr. Juice          | 3:53    |  |
| 11.             | „1, 2, 3” (Feat. Don Baxter și Gunja)               | Mr. Juice, Gunja, Don Baxter și Caddy   | Caddy, Mr. Juice și Don Baxter    | 3:28    |  |
| 12.             | „De cartier” (Feat. Cătălina)                       | Uzzi, Caddy, Mr. Juice și Cătălina      | Caddy, Uzzi și Mr. Juice          | 4:25    |  |
| 13.             | „La vorbitor”                                       | Uzzi și Mr. Juice                       | Uzzi                              | 4:06    |  |
| 14.             | „Ai grijă de șmenaru' tău” (Feat. Cătălina)         | Caddy, Mr. Juice, Uzzi și Cătălina      | Caddy, Mr. Juice și Uzzi          | 4:40    |  |
| 15.             | „Limbaj de cartier” (Feat. Tenny-e și Puya)         | Caddy, Mr. Juice, Tenny-e, Uzzi și Puya | Mr. Juice, Uzzi, Caddy și Tenny-e | 5:43    |  |
| Lungime totală: | Lungime totală:                                     | Lungime totală:                         | Lungime totală:                   | 64:09   |  |